# Amelia Boynton Robinson
Pour les articles homonymes, voir Robinson.
 (janvier 2022).
La mise en forme du texte ne suit pas les recommandations de Wikipédia : il faut le « wikifier ».
Les points d'amélioration suivants sont les cas les plus fréquents. Le détail des points à revoir est peut-être précisé sur la page de discussion.
- Les titres sont pré-formatés par le logiciel. Ils ne sont ni en capitales, ni en gras.
- Le texte ne doit pas être écrit en capitales (les noms de famille non plus), ni en gras, ni en italique, ni en « petit »…
- Le gras n'est utilisé que pour surligner le titre de l'article dans l'introduction, une seule fois.
- L'italique est rarement utilisé : mots en langue étrangère, titres d'œuvres, noms de bateaux, etc.
- Les citations ne sont pas en italique mais en corps de texte normal. Elles sont entourées par des guillemets français : « et ».
- Les listes à puces sont à éviter, des paragraphes rédigés étant largement préférés. Les tableaux sont à réserver à la présentation de données structurées (résultats, etc.).
- Les appels de note de bas de page (petits chiffres en exposant, introduits par l'outil «  Source ») sont à placer entre la fin de phrase et le point final[comme ça].
- Les liens internes (vers d'autres articles de Wikipédia) sont à choisir avec parcimonie. Créez des liens vers des articles approfondissant le sujet. Les termes génériques sans rapport avec le sujet sont à éviter, ainsi que les répétitions de liens vers un même terme.
- Les liens externes sont à placer uniquement dans une section « Liens externes », à la fin de l'article. Ces liens sont à choisir avec parcimonie suivant les règles définies. Si un lien sert de source à l'article, son insertion dans le texte est à faire par les notes de bas de page.
- La présentation des références doit suivre les conventions bibliographiques. Il est recommandé d'utiliser les modèles {{Ouvrage}}, {{Chapitre}}, {{Article}}, {{Lien web}} et/ou {{Bibliographie}}. Le mode d'édition visuel peut mettre en forme automatiquement les références.
- Insérer une infobox (cadre d'informations à droite) n'est pas obligatoire pour parachever la mise en page.

Pour une aide détaillée, merci de consulter Aide:Wikification.
Si vous pensez que ces points ont été résolus, vous pouvez retirer ce bandeau et améliorer la mise en forme d'un autre article.
Amelia Boynton Robinson (18 août 1911 à Savannah (Géorgie) - 26 août 2015 à Montgomery (Alabama)) est une militante noire américaine, chef du mouvement des droits civiques.

## Biographie

### Jeunesse
Amelia Isadora Platts est née à Savannah, en Géorgie, le 18 août 1911, de George et Anna Eliza (née Hicks) Platts, tous deux afro-américains. Elle avait également des ancêtres Cherokee et allemands.
L'église a occupé une place centrale dans l'éducation d'Amelia et de ses neuf frères et sœurs Jeune fille, elle s'est engagée dans la campagne pour le droit de vote des femmes. Sa famille encourageait les enfants à lire.
Amelia a fréquenté pendant deux ans le Georgia State Industrial College for Colored Youth (aujourd'hui Savannah State University, un collège historiquement noir). Elle a été transférée à l'Institut Tuskegee (aujourd'hui Université Tuskegee), où elle a obtenu un diplôme en économie domestique en 1927 (Platts a également étudié plus tard à l'Université d'État du Tennessee, à l'Université d'État de Virginie et à l'Université Temple)[réf. nécessaire].

### Carrière et droits civils
Elle a rencontré son futur mari, Samuel William Boynton, à Selma, où il travaillait comme agent de vulgarisation du comté pendant la Grande Dépression. Ils se sont mariés en 1936 et ont eu deux fils, Bill Jr. et Bruce Carver Boynton. Son fils, Bruce Carver Boynton, était le filleul et l'homonyme de George Washington Carver Plus tard, ils ont adopté les deux nièces d'Amelia, Sharon (Platts) Seay et Germaine (Platts) Bowser Amelia et Samuel avaient connu le célèbre savant George Washington Carver à l'Institut Tuskegee, dont ils étaient tous deux diplômés.
En 1934, Amelia Boynton s'est inscrite sur les listes électorales, ce qui était extrêmement difficile pour les Afro-Américains en Alabama, en raison des pratiques discriminatoires de la constitution de l'État, adoptée au début du siècle, qui privait les électeurs de leurs droits. Elle avait effectivement exclu la plupart des Noirs de la politique pendant des décennies, une exclusion qui s'est poursuivie dans les années 1960. Quelques années plus tard, elle écrit une pièce de théâtre, Through the Years, qui raconte l'histoire de la création de la musique Spiritual et d'un ancien esclave élu au Congrès pendant la Reconstruction, basé sur le demi-frère de son père, Robert Smalls, afin d'aider à financer un centre communautaire à Selma, en Alabama. En 1954, les Boynton ont rencontré le révérend Martin Luther King Jr. et sa femme, Coretta Scott King, à l'église baptiste de Dexter Avenue à Montgomery, en Alabama, où King était le pasteur.
En 1958, son fils, Bruce Boynton, était étudiant à la faculté de droit de l'université Howard lorsqu'il a été arrêté alors qu'il tentait d'acheter de la nourriture dans la section réservée aux Blancs d'un terminal de bus à Richmond, en Virginie. Arrêté pour intrusion, Bruce Boynton a été reconnu coupable par la cour d'État d'un délit mineur et condamné à une amende, décision à laquelle il a fait appel mais a perdu le débat jusqu'à l'affaire Boynton v. ,qui a été plaidé devant la Cour suprême des États-Unis par Thurgood Marshall et qui a renversée les décisions des tribunaux inférieurs.
En 1963, Samuel Boynton est décédé. C'était une période d'activisme accru dans le mouvement des droits civils. Amelia a fait de sa maison et de son bureau à Selma un centre de séances de stratégie pour les batailles pour les droits civils de Selma, y compris la campagne pour le droit de vote. En 1964, Boynton se présente au Congrès de l'Alabama, dans l'espoir d'encourager l'inscription et le vote des Noirs. Elle a été la première femme afro-américaine à se présenter aux élections en Alabama et la première femme, toutes races confondues, à se présenter sous la bannière du parti démocrate dans cet État. Elle a obtenu 10 % des voix. Elle a également fait partie du comité directeur de la Ligue des électeurs du comté de Dallas, faisant partie des "huit courageux".
En 1964 et 1965, Boynton a travaillé avec Martin Luther King Jr, Diane Nash, James Bevel et d'autres membres de la Southern Christian Leadership Conference (SCLC) pour planifier des manifestations en faveur des droits civils et des droits de vote. Alors que Selma comptait 50 % de Noirs, seuls 300 des résidents afro-américains de la ville étaient inscrits sur les listes électorales en 1965, après que des milliers d'entre eux eurent été arrêtés lors de manifestations. En mars 1966, après l'adoption du Voting Rights Act de 1965, 11 000 personnes étaient inscrites sur les listes électorales.
Elle est avec son mari à l'origine des Marches de Selma à Montgomery en 1965, et est une figure historique de ce mouvement. Elle fait partie du comité directeur de huit membres de la Dallas County Voters League, connus sous le nom de «Courageous Eight» (les huit courageux), menés par John Lewis, Hosea Williams et Bob Mants et comptant Rosa Parks. Les images d'Amelia Boynton Robinson, tombée sous les coups des policiers, et inanimée sur le pont Edmund Pettus, feront le tour du monde à la suite de leur publication par la presse nationale,,,.

« Puis ils ont chargé. Ils sont venus de la droite. Ils sont venus de la gauche. L'un d'eux a crié : "Cours !" J'ai pensé, "Pourquoi devrais-je courir ? Puis un officier à cheval m’a frappé à l’arrière des épaules et, pour la seconde fois, à l’arrière du cou. J’ai perdu connaissance. »

— Amelia Boynton Robinson, entretien de 2014
Les événements du dimanche sanglant et la marche ultérieure sur Montgomery galvanisèrent l’opinion publique nationale et contribuèrent à l’adoption du Voting Rights Act de 1965; Boynton fut l’invité d’honneur de la cérémonie où le président Lyndon Johnson signa le Voting Rights Act en août de la même année.
Boynton se remaria en 1969 avec un musicien nommé Bob W. Billups. Il mourut subitement dans un accident de bateau en 1973. Amelia Boynton finit par se marier une troisième fois avec l’ancien camarade de classe de Tuskegee James Robinson en 1976. Elle a emmenagée chez lui à Tuskegee après le mariage. James Robinson est décédé en 1988.
En 1983, Robinson rencontre Lyndon LaRouche, considéré comme une personnalité politique très controversée au sein du Parti démocrate. Un an plus tard, elle est membre fondatrice du conseil d’administration de l’Institut Schiller, affilié à LaRouche. LaRouche a ensuite été reconnu coupable, en 1988, de fraude postale, de douze chefs d’accusation totalisant 280 000 $ sur une période de dix ans. Elle a reçu la médaille Martin Luther King pour la liberté en 1990. En 1991, l’Institut Schiller publie une biographie de Robinson, qui, même dans les années 90 est décrite comme « la porte-parole noire la plus en vue de LaRouche".
En 1992, les proclamations de la Journée «Amelia Boynton Robinson» à Seattle et dans l’État de Washington ont été annulées lorsque les autorités ont appris la participation de Robinson à l’Institut Schiller. C'était la première fois que l'État retirait un tel honneur.[réf. nécessaire] Un porte-parole du maire de Seattle a déclaré:

« C'était une décision très difficile. Le maire a beaucoup de respect pour le courage dont elle a fait preuve durant le mouvement des droits civiques des années 1960, mais nous n'avons pas l'impression que ses responsables nous ont donné des informations complètes et précises sur ses activités actuelles. »

— M. Robinson

« On m'a fait des choses pires que ça quand je me battais pour le droit de vote des gens. On m'a traité de fauteur de troubles, d'agitateur. Mais grâce à mon combat, j'ai pu donner à tout le pays le droit de vote. Me donner un honneur et l'annuler parce que je me bats pour la justice et pour un homme qui a un programme économique qui aidera les pauvres et les opprimés... si c'est la raison, alors je pense qu'ils ont fait plus de bien que de mal. »

En 1995, elle soutient Jacques Cheminade pour l'élection présidentielle française.
En 2004, Robinson a poursuivi la Walt Disney Company pour diffamation, demandant entre 1 et 10 millions de dollars de dommages et intérêts. Elle a affirmé que le téléfilm Selma, Lord, Selma de 1999, un docudrame basé sur un livre écrit par deux jeunes participants au Bloody Sunday, l'a faussement dépeinte comme une "Mammy noire" stéréotypée, dont le rôle principal était de "prononcer des paroles religieuses et de participer au chant de spirituals et de chansons de protestation" Elle a perdu le procès.
De septembre à la mi-novembre 2007, Mme Robinson a effectué une tournée en Suède, au Danemark, en Allemagne, en France et en Italie en sa qualité de vice-présidente de l'Institut Schiller. Elle a parlé aux jeunes Européens de son soutien à LaRouche (qui avait nié les faits concernant les attaques du 11 septembre), à Martin Luther King Jr. et à Franklin Delano Roosevelt, ainsi que du problème persistant du racisme aux États-Unis, illustré selon elle par les récents événements de Jena, en Louisiane.
Robinson a pris sa retraite en tant que vice-président de l'Institut Schiller en 2009.
En février 2011, à l'âge de 99 ans, Mme Robinson est retournée dans sa ville natale de Savannah, pour s'adresser aux étudiants de l'université d'État de Savannah.
Après avoir subi une série d'accidents vasculaires cérébraux, Robinson est décédé le 26 août 2015 à Montgomery, en Alabama, huit jours après avoir fêté son 104e anniversaire.

## Distinctions
En 1990, Boynton (alors remarié et utilisant le nom de famille de Robinson) a reçu la médaille de la liberté Martin Luther King Jr. Ses mémoires, Bridge Across Jordan, comprennent des hommages d'amis et de collègues, dont Coretta Scott King et Andrew Young.
Amelia Boynton Robinson au départ de la procession sur le pont Edmund Pettus, le 7 mars 2015, à l'occasion du 50e anniversaire du Bloody Sunday. Robinson, vêtu de bleu, tient la main gauche du président Barack Obama ; John Lewis tient la main droite de ce dernier.

« Dans Bridge Across Jordan, Amelia Boynton Robinson a rédigé des mémoires inspirantes et éloquentes sur les cinq décennies qu'elle a passées en première ligne de la lutte pour l'égalité raciale et la justice sociale. Cet ouvrage est une contribution importante à l'histoire de la lutte pour la liberté des Noirs, et je le recommande de tout cœur à tous ceux qui se soucient des droits de l'homme en Amérique. »

— Martin Luther King Jr
En 2014, le conseil municipal de Selma a renommé cinq pâtés de maisons de la rue Lapsley en Boyntons Street en l'honneur d'Amelia Boynton Robinson et de Sam Boynton.
Robinson est incarné par Lorraine Toussaint dans le film Selma de 2014, sur le mouvement pour le droit de vote de Selma et ses marches de Selma à Montgomery. Robinson, alors âgé de 103 ans, n'a pas pu se déplacer pour voir le film. Paramount Pictures a organisé une projection privée à son domicile, à laquelle ont participé ses amis et sa famille. Une journaliste de CNN était présente pour discuter du film et de son expérience à Selma, et elle a déclaré qu'elle trouvait le film fantastique.
En 2015, Robinson a assisté au discours sur l'état de l'Union en janvier, à l'invitation du président Barack Obama, et, dans son fauteuil roulant, était aux côtés d'Obama lorsque celui-ci et d'autres personnes ont traversé le pont Edmund Pettus lors du jubilé du 50e anniversaire du mouvement pour le droit de vote à Selma, ce même mois de mars.